# Kenji Arabori
Kenji Arabori (japanisch 荒堀 謙次 Arabori Kenji; * 31. Juli 1988 in Yasu) ist ein ehemaliger japanischer Fußballspieler.

## Karriere
Arabori erlernte das Fußballspielen in der Schulmannschaft der Yasu High School und der Universitätsmannschaft der Dōshisha-Universität. Seinen ersten Vertrag unterschrieb er 2011 bei Yokohama FC. Der Verein spielte in der zweithöchsten Liga des Landes, der J2 League. Für den Verein absolvierte er 30 Ligaspiele. 2012 wechselte er zum Ligakonkurrenten Tochigi SC. Für den Verein absolvierte er 17 Ligaspiele. 2013 wechselte er zum Erstligisten Shonan Bellmare. Am Ende der Saison 2013 stieg der Verein in die J2 League ab. Für den Verein absolvierte er drei Ligaspiele. Im August 2014 wechselte er zum Ligakonkurrenten Tochigi SC. Für den Verein absolvierte er 53 Ligaspiele. 2016 wechselte er zum Ligakonkurrenten Montedio Yamagata. Für den Verein absolvierte er 26 Ligaspiele. 2018 wechselte er zum Ligakonkurrenten Kamatamare Sanuki. Am Ende der Saison 2018 stieg der Verein in die J3 League ab. Für den Verein absolvierte er 36 Ligaspiele. Ende 2019 beendete er seine Karriere als Fußballspieler.